# Lever de soleil avec monstres marins
Lever de soleil avec monstres marins (Sunrise with Sea Monsters) est un tableau réalisé par le peintre Joseph Mallord William Turner vers 1845.
Il s'agit d'une peinture inachevée.
Il est conservé à la Tate Britain de Londres.

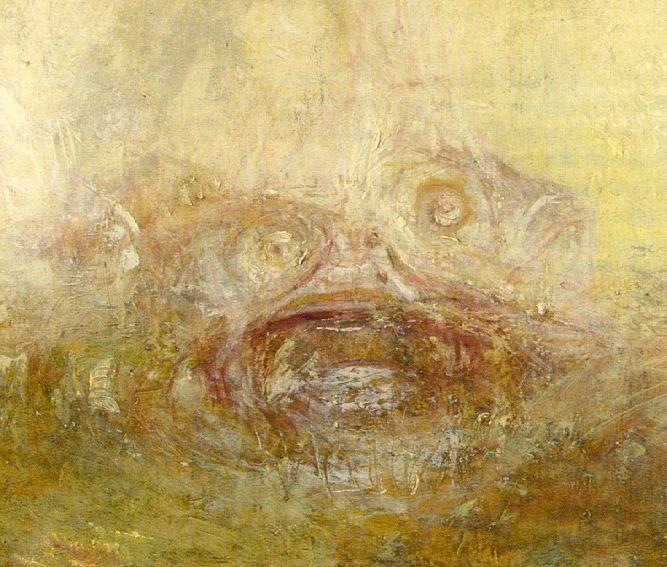
Détail de poissons.